# Cardenales de Puerto México
Los Cardenales de Puerto México fue un equipo de béisbol que participó en la Liga Invernal Veracruzana con sede en Coatzacoalcos, Veracruz, México.

## Historia

### Inicios
Los Cardenales de Puerto México debutaron en el 2010 en la LIV.

### Actualidad
Debido a la participación de la afición, medios de comunicación, empresarios e instituciones en la dinámica para bautizar a la novena, finalmente el equipo quedó bautizado como Cardenales de Puerto México.

## Jugadores

### Roster actual
Por definir.